# Góra (powiat kętrzyński)
Góra (niem. Annahöhe) – opuszczona osada, nazwa zniesiona w Polsce położona w województwie warmińsko-mazurskim, w powiecie kętrzyńskim, w gminie Korsze. Miejscowość formalnie jest częścią sołectwa Glitajny.
Nazwę zniesiono z 2025 r.
W latach 1975–1998 miejscowość administracyjnie należała do województwa olsztyńskiego.
Osada już bez mieszkańców. W miejscowości brak zabudowy.